# Symmoca caliginella
Symmoca caliginella is een vlinder uit de familie dominomotten (Autostichidae). De wetenschappelijke naam is voor het eerst geldig gepubliceerd in 1867 door Mann.
Deze vlinder komt voor in Europa.